# Култашев, Михаил Георгиевич
Михаил Георгиевич Култашев (6 сентября 1897, хутор близ село Толбино, Молодинская волость, Подольский уезд, Московская губерния — 13 декабря 1971, Москва) — советский военачальник, генерал-майор артиллерии (18 ноября 1944), участник Первой мировой, Гражданской, Советско-польской  и Великой Отечественной войн.

## Биография

### Ранние годы и образование
В 1915 году вступил в ряды Русской императорской армии и служил до марта 1918 года, с июня 1918 года — в Рабоче-крестьянской Красной армии.
Окончил:
- 1916 год — ускоренный курс Александровского военного училища в Москве;
- 1921 год — артиллерийские инструкторские курсы при штабе Западного фронта в городе Смоленск;
- 1932 год — артиллерийские курсы усовершенствования старшего комсостава в городе Луга;
- 1934 год — артиллерийские Курсы усовершенствования командного состава по курсу пом. командиров артиллерийских полков в городе Пушкин;
- 1941 год — артиллерийские курсы технического усовершенствования комсостава при Артиллерийской академии РККА им. Ф. Э. Дзержинского.

### Первая мировая, Гражданская, советско-польская войны
В Первую мировую войну Култашев был мобилизован в армию вольноопределяющимся 2-го разряда. В1917 году служил в 171-й отдельной позиционной батарее, участвовал в боях на Юго-Западном и Северо-Западном фронтах.
В Гражданскую войну добровольно вступил в Рабоче-крестьянскую Красную армию, был командиром взвода в 15-й отдельной позиционной батарее, входившей в состав 5-й Московской пехотной дивизии. В 1920 году участвовал в советско-польской войне на минском и варшавском направлениях.
В феврале 1937 года он был назначен помощником начальника артиллерии 10-го стрелкового корпуса, с мае 1939 года — в 12-й стрелковый корпус Орловского военного округа. В сентябре 1939 года занял должность начальника штаба артиллерии 32-го стрелкового корпуса, с апреля 1940 года — 53-й стрелковой дивизии, с мая — 7-го стрелкового корпуса.

### Великая Отечественная война
Будучи начальником штаба артиллерии 212-й стрелковой дивизии, в составе 3-й армии Юго-Западного фронта, участвовал в оборонительных боях в районе города Ефремов, за что 12 декабря 1941 года был награжден орденом Красного Знамени. 14 ноября 1942 года полковник Култашев был назначен командиром 9-й артиллерийской дивизией прорыва РГК, в составе 1-й гвардейской армия Юго-Западного фронта, которая участвовала в Среднедонской операции в ходе контрнаступления советских войск под Сталинградом.
В конце нюня Култашев был назначен заместителем командира — командующим артиллерией 43-го стрелкового корпуса и в составе Ленинградского фронта участвовал в Мгинской и Ленинградско-Новгородской наступательных операциях.
13 июня 1944 году занимал ту же должность в 97-м стрелковом корпусе и в составе 21-й армии принимал участие в Выборгской наступательной операции.

### Послевоенные годы
В июле 1947 года был назначен командующим артиллерией 79-го Берлинского стрелкового корпуса в ГСОВГ.
В сентябре 1952 года был уволен в запас.

## Награды[2]
- Орден Ленина (21.02.1945);
- 3 Ордена Красного Знамени (13.12.1941; 03.11.1943; 24.06.1948)[3];
- Орден Кутузова II степени (22.06.1944)[4];
- Орден Отечественной войны I степени (17.02.1944)[5];
- Медаль «XX лет Рабоче-Крестьянской Красной Армии» (22.02.1938);
- Медаль «За победу над Германией в Великой Отечественной войне 1941—1945 гг.» (09.05.1945);
- Медаль «За оборону Ленинграда» (22.12.1942)
- Медаль «За оборону Москвы» (01.05.1944).